# Lady in Black
Lady in Black ist eine Rockballade der britischen Hardrock-Band Uriah Heep. Das Stück wurde als Single aus der 1971 erschienenen LP Salisbury ausgekoppelt. 

## Entstehung und Text
Der Song wurde im Herbst 1970 von Ken Hensley, dem Keyboarder der Gruppe, geschrieben. Die junge Frau, die ihn inspirierte, habe er durch das Fenster des Hotelzimmers gesehen, aber sei ihr nie begegnet. Hensley musste Lady in Black selbst singen, da das Lied dem damaligen Sänger David Byron zu „banal“ klang.
Der Text handelt von der Begegnung des Ich-Erzählers mit einer „Lady in Black“ (deutsch Frau in Schwarz) zu einem Zeitpunkt, da sich der Erzähler in einem nicht näher beschriebenen Konflikt befindet. Die Frau bittet ihn, er möge seinen Feind benennen. Der Ich-Erzähler nennt den Drang mancher Menschen, ihre Brüder zu bekämpfen und zu töten. Anschließend fordert er die Frau auf, ihm Pferde zu geben, um seine Gegner niederzutrampeln, doch die Frau weigert sich, da Konflikte einfach zu beginnen, doch unmöglich zu beenden seien. Seine Bitte, bei ihm zu bleiben, lehnt sie ab. Sie versichert dem Ich-Erzähler, nicht weit weg zu sein, wenn er sie brauchen sollte, und verschwindet. 

## Musik und Instrumentierung
Hensley singt den Text ohne Pausen, aufgeteilt in fünf Strophen. Dazwischen liegt jeweils ein viertaktiger Refrain, der ohne Worte auskommt.
Das Lied ist in a-Moll komponiert und wird lediglich von den beiden Akkorden a-Moll und G-Dur begleitet. Die einleitenden Instrumente sind akustische Gitarre und Schlagzeug. Ab der zweiten Strophe setzen E-Bass und elektrische Rhythmusgitarre ein, die zusammen den markanten und monoton-repetitiven Grundriff des Songs bilden. Im weiteren Verlauf kommen Keyboards sowie eine zweite Gesangsstimme hinzu.  
Ungewöhnlich ist die Schlussphase des Titels: Nach einem Fadeout der Gitarren, das ein nahes Ende des Songs anzukündigen scheint, hört man etwa eine Minute lang Bass, Schlagzeug und mehrstimmigen Gesang mit der Wiederholung des Refrains.

## Veröffentlichung und Charterfolge
Der 4:44 Minuten lange Song wurde im Oktober 1970 eingespielt. Erstmals veröffentlicht wurde er auf der 1971 erschienenen LP Salisbury und später als Single – um etwa eine Minute gekürzt – ausgekoppelt. Vor allem in Deutschland war das Lied sehr erfolgreich, wo es während der 1970er Jahre mehrmals auf Single wiederveröffentlicht wurde und insgesamt dreimal in die Single-Hitparade kam (1971 Platz 24, 1975 Platz 44 und 1977 Platz 5). Live wurde der Song teilweise in zwei- oder dreifacher Länge gespielt.

## Coverversionen
Coverversionen existieren von u. a. Torment, Ensiferum, den Puhdys, Blackmore’s Night, Fiddler’s Green und Gregorian. Bettina Wegner sang es unter dem Titel Er kam an einem Sonntag an, Rex Gildo unter Verschone mich mit Tränen, Caterina Caselli mit einem italienischen (L’uomo del paradiso). Hinzu kommen unzählige Adaptionen und Persiflagen, darunter eine von Norbert und den Feiglingen.

## Rezeption
In einer zentralen Szene des Films Die stillen Trabanten von Thomas Stuber tanzen die beiden Protagonistinnen (gespielt von Martina Gedeck und Nastassja Kinski) zu dem Lied in einer Bar des Leipziger Hauptbahnhofs.